# Serranus scriba
Lo sciarrano (Serranus scriba Linnaeus, 1758), conosciuto anche con i nomi di sciarrano scrittura, boccaccia e buddace, è un pesce osseo marino appartenente alla famiglia Serranidae.

## Distribuzione e habitat
Popola il Mar Mediterraneo, dove è molto comune, e il Mar Nero nonché la parte orientale dell'oceano Atlantico, dal golfo di Biscaglia alla Mauritania. 
Predilige i fondali rocciosi e le praterie di Posidonia oceanica. È un pesce quasi esclusivamente costiero e, sebbene si conoscano catture a 200 metri di profondità, normalmente è raro incontrarlo sotto i 30.

## Descrizione
Lo sciarrano ha un aspetto simile a quello della perchia ma con il muso più appuntito, la fronte dritta e bocca leggermente più grande.
La livrea è variabile ma generalmente presenta un colore di fondo rossiccio o brunastro che diviene via via più chiaro sui fianchi e sul ventre dove è presente una caratteristica macchia di colore azzurro più o meno scuro. Sono presenti 5-7 fasce verticali brune accoppiate a due a due che non raggiungono il ventre. La coda ed il peduncolo caudale sono di colore giallo. Sulla parte superiore della testa e sulla gola sono presenti delle sottili linee azzurre e aranciate intrecciate che possono assomigliare ad una scrittura da cui il nome specifico scriba. Sulla testa sono presenti anche delle macchie rossastre.
Raggiunge 36 cm di lunghezza massima, normalmente si ferma a 25 cm.

## Biologia

### Comportamento
È una specie solitaria, spiccatamente territoriale. Difende con aggressività il proprio territorio dalle intrusioni di suoi conspecifici. Al contrario della perchia è un animale piuttosto diffidente. Quando è in procinto di attaccare una preda assume una caratteristica posizione obliqua con la testa rivolta in alto.

### Riproduzione
È una specie ermafrodita, in cui uova e sperma arrivano a maturazione contemporaneamente, anche se non si ha mai l'autofecondazione. Le uova vengono deposte tra le rocce nei pressi delle coste nei mesi primaverili ed estivi.

### Alimentazione
Si nutre prevalentemente di piccoli pesci (particolarmente latterini) e crostacei, occasionalmente anche di policheti e molluschi. Si nutre anche dei resti del pasto dei polpi: la sua presenza è quindi spesso indice della vicinanza di uno di essi.

### Predatori
È predato fra gli altri dallo Scorfano rosso.

## Pesca
Come la perchia si cattura molto spesso con tramagli e nasse e abbocca facilmente alle lenze innescate con esche vive di qualunque tipo, anche se predilige piccoli molluschi e vermi..
La carne è buona ma le piccole dimensioni fanno sì che non abbia molto mercato, finendo nel misto di pesce di scoglio per la zuppa di pesce.